# Muzikale verzamelingenleer
De muzikale verzamelingenleer biedt concepten voor het categoriseren van muzikale objecten en het beschrijven van hun relaties. Howard Hanson werkte eerst de concepten voor het analyseren van tonale muziek uit. Andere theoretici, zoals Allen Forte, ontwikkelden de theorie voor het analyseren van atonale muziek verder, op basis van de twaalftoonstheorie van Milton Babbitt. De concepten van de muzikale verzamelingenleer kunnen worden toegepast op tonale en atonale stijlen in elk gelijkzwevend stemmingssysteem, en tot op zekere hoogte op algemenere systemen.
Eén tak van de muzikale verzamelingenleer houdt zich bezig met verzamelingen (verzamelingen en permutaties) van toonhoogtes en toonklassen (toonklassenverzamelingenleer), die geordend of ongeordend kunnen zijn, en die met elkaar in verband kunnen worden gebracht door muzikale bewerkingen zoals transpositie, melodische inversie en complementatie. Sommige theoretici passen de methoden van de muzikale verzamelingenleer ook toe op de analyse van ritme.

## Vergelijking met wiskundige verzamelingenleer
Hoewel vaak wordt gedacht dat de muzikale verzamelingenleer de toepassing van wiskundige verzamelingenleer op muziek inhoudt, zijn er talloze verschillen tussen de methoden en terminologie van de twee. Muzikanten gebruiken bijvoorbeeld de termen transpositie en inversie waar wiskundigen vertaling en reflectie zouden gebruiken. Bovendien, waar de muzikale verzamelingenleer verwijst naar geordende verzamelingen, verwijst de wiskunde naar tupels of reeksen.
De muzikale verzamelingenleer is nauwer verwant aan de groepentheorie en de combinatoriek dan aan de wiskundige verzamelingenleer. De wiskundige verzamelingenleer houdt zich bezig met zaken als de verschillende groottes van oneindig grote verzamelingen. In combinatoriek wordt een ongeordende deelverzameling van n objecten, zoals toonklassen, een combinatie genoemd, en een geordende deelverzameling een permutatie. De muzikale verzamelingenleer kan eerder worden beschouwd als een toepassing van combinatoriek op de muziektheorie dan als een tak van de wiskundige verzamelingenleer. Het belangrijkste verband met de wiskundige verzamelingenleer is het gebruik van de concepten van de naïeve verzamelingenleer om over eindige verzamelingen te praten.